# Wei Jingsheng

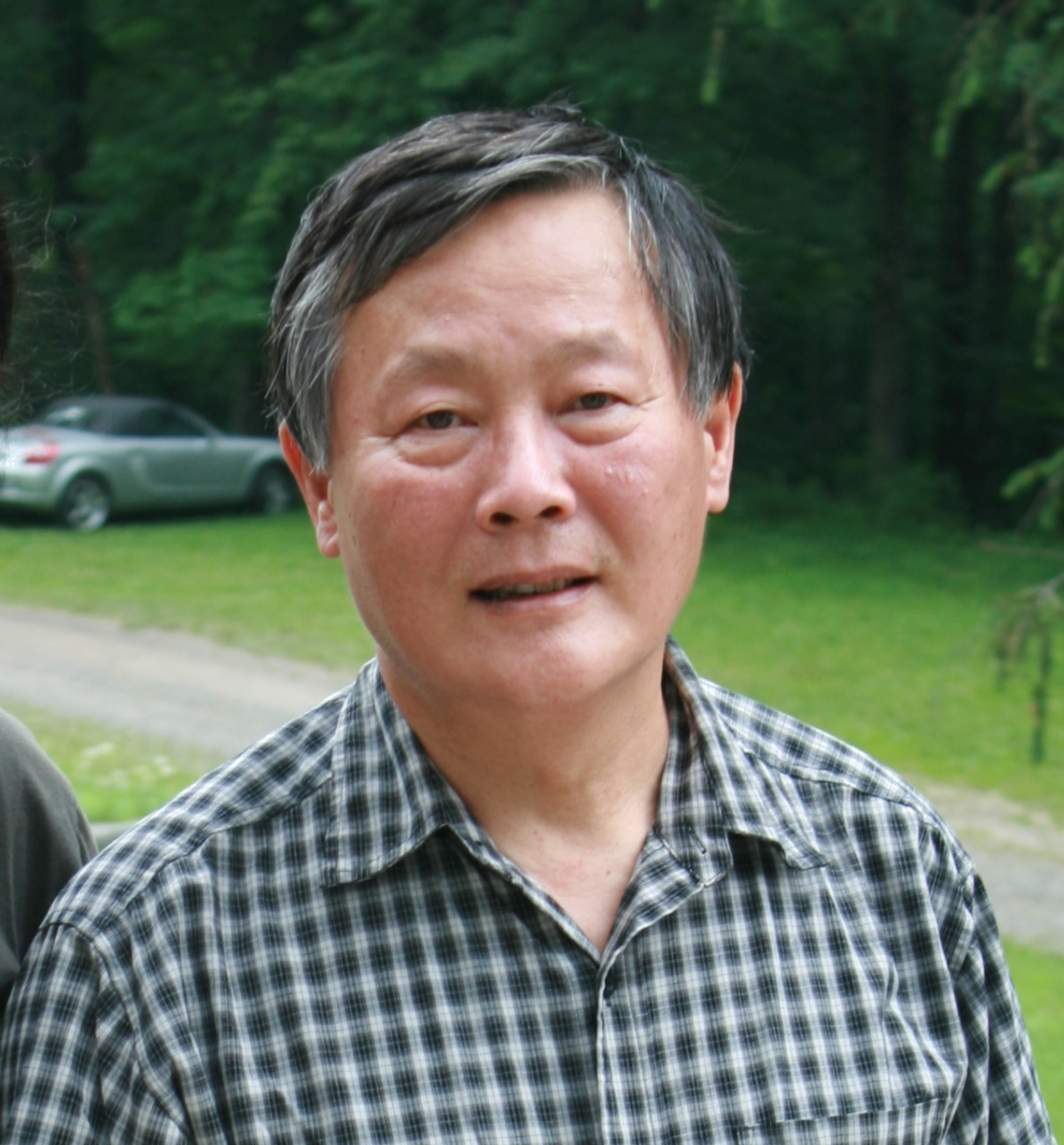
Wei Jingsheng (2010)

Wei Jingsheng (chinesisch 魏京生, Pinyin Wèi Jīngshēng; * 20. Mai 1950 in Peking) ist einer der bedeutendsten politischen Dissidenten der Volksrepublik China. Während des Pekinger Frühlings machte er seine Forderungen nach Demokratie an der Mauer der Demokratie bekannt und wurde deshalb 15 Jahre in Gefängnissen und Arbeitslagern inhaftiert. Seit 1997 lebt er in den USA, wo er sich weiterhin für die Demokratisierung Chinas einsetzt.

## Leben
Wei Jingsheng wurde 1950 in Peking geboren.  Weis Eltern waren loyale Mitglieder der Kommunistischen Partei. Weis Vater hatte einen hohen Posten im Außenministerium inne und besaß Beziehungen zur höchsten Führungsebene von Staat und Partei. Weis Mutter war Parteikader in einem Industriebetrieb. Die Familie lebte in einem Komplex, in dem ausschließlich Parteikader wohnten. Wei Jingsheng, das älteste von vier Kindern, besuchte Eliteschulen und wurde zu einem ergebenen Maoisten herangezogen.
Während Weis Kindheit wurde die Volksrepublik China zu einem Staat nach sowjetischem Vorbild aufgebaut. Land und Produktionsanlagen wurden kollektiviert, Feinde des Staates bekämpft und im Rahmen der Kampagne gegen die Rechten Intellektuelle, Wissenschaftler und Künstler verfolgt. Der Versuch Mao Zedongs, 1958 mit dem Großen Sprung nach vorn den Entwicklungsrückstand zur industrialisierten Welt aufzuholen, endete in einem kompletten Desaster und einer Hungersnot gewaltigen Ausmaßes.
Als Mao Zedong 1966 die Kulturrevolution auslöste, war Wei Jingsheng gerade 16 Jahre alt. Wei wurde zu einem der vielen enthusiastischen Mitglieder der Roten Garden. Er verließ Peking, bereiste Chinas Norden und Nordwesten und lernte das Leben der Landbewohner unter der kommunistischen Herrschaft kennen. Nach seiner Rückkehr schloss Wei sich dem Vereinigten Aktionskomitee an, einer Gruppe von Roten Garden, die sich den von Jiang Qing unterstützten Fraktionen entgegenstellten. Das Verbot dieses Vereinigten Aktionskomitees führte zur vorübergehenden Verhaftung Weis im Jahr 1967. Weis Mutter wurde während der Kulturrevolution als Klassenfeind misshandelt. Als sie an Krebs erkrankte, wurde ihr die Behandlung verweigert.
Als 1968 die Volksbefreiungsarmee zur Eindämmung der Gewalt durch die Roten Garden eingesetzt wurde, floh Wei Jingsheng zu Verwandten nach Anhui. Dort hörte er von der großen Hungersnot während des „Großen Sprunges nach vorn“. 1970 wurde Wei selbst Mitglied der Volksbefreiungsarmee, vor allem um der Deportation aufs Land zu entgehen. Nach zwei Jahren verließ Wei die Armee und arbeitete als Elektriker im Pekinger Zoo.
Nach dem Tod Mao Zedongs 1976 und der Verhaftung der Viererbande entbrannte ein Machtkampf zwischen dem radikalen Flügel der kommunistischen Partei und einem liberalen Flügel um Deng Xiaoping. Diese Phase war von einer relativen politischen Offenheit geprägt. In Peking entstand eine Demokratiebewegung, deren Zentrum die Demokratiemauer wurde. Der erste Beitrag Weis zur Demokratiemauer erschien einige Wochen nach dem Beginn dieser Bewegung in den frühen Morgenstunden des 5. Dezember 1978. Der Artikel, der neben Dengs Vier Modernisierungen noch eine fünfte Modernisierung, nämlich Demokratie, forderte, weckte jedoch besonders große Aufmerksamkeit. Wei argumentierte, dass den Menschen Demokratie rechtmäßig zusteht und dass jeder, der den Menschen Demokratie vorenthält, ein schamloser Bandit ist, nicht besser als ein Kapitalist, der die Arbeiter um das mit Schweiß und Blut verdiente Geld bringt.
In dieser Phase relativer Offenheit war es Wei möglich, die Beamten der Geheimpolizei nach dem Verbleib von verhafteten Mitstreitern zu fragen oder sich mit ausländischen Journalisten zu treffen. Ab Januar 1979 gab Wei zusammen mit einigen anderen Aktivisten eine Zeitschrift namens Erkundung heraus. In dieser Zeitschrift veröffentlichte er Artikel, in der er die Unrechtmäßigkeit von Verhaftungen politischer Aktivisten beklagte oder die Freilassung aller politischen Häftlinge forderte.
Am 19. März 1979 traten neue Regeln für die Veröffentlichung von Meinungsäußerungen in Kraft, die von Deng Xiaoping nach seinem Besuch bei Jimmy Carter persönlich angeordnet worden waren. Es durften nur noch Schriften veröffentlicht werden, die sich den Vier Grundprinzipien der Dengschen Politik unterordneten. Wei fragte darauf in einem Artikel, ob Deng Demokratie wolle oder nicht, und beantwortete diese Frage mit nein. Wei argumentierte, dass Deng ohne Demokratie ein Diktator wie Mao Zedong werden würde.
Am 29. März wurde Wei zusammen mit weiteren politischen Aktivisten verhaftet. Er wurde beschuldigt, Militärgeheimnisse über den Einmarsch der Volksbefreiungsarmee in Vietnam an Ausländer verraten zu haben und sich mit konterrevolutionärer Propaganda beschäftigt zu haben. Wei, der in seinem Prozess keinen Verteidiger hatte, wurde zu 15 Jahren Haft und harter Arbeit verurteilt. Er durfte ab diesem Zeitpunkt seine Familie nicht mehr kontaktieren und seine Wärter durften nicht mit ihm sprechen. Proteste innerhalb Chinas, aber auch aus dem Ausland, zeigten keine Wirkung, so etwa Andrei Sacharows persönlicher Brief an Premierminister Hua Guofeng.
Trotz internationaler Proteste blieb Wei Jingsheng in Einzelhaft, zunächst in der Haftanstalt Banbuqiao, später im Pekinger Gefängnis Nr. 1. Bis 1984 durfte er seine Zelle, in der es keine frische Luft und kein Tageslicht gab, nicht verlassen. Er wurde gedrängt, seine Vergehen zu gestehen. Als Strafe für seine Weigerung durfte er nicht einmal einen Bleistift besitzen und keine Briefe an seine Angehörigen schreiben. Weis Gesundheitszustand verschlechterte sich so weit, dass er seine Zähne verlor und Herzprobleme bekam. Im Jahr 1984 wurde er in ein Arbeitslager in der Provinz Qinghai verlegt. Seine Haftbedingungen wurden hier etwas erleichtert, so war ihm der Kontakt mit anderen Gefangenen erlaubt.
Im Jahr 1989 verlangte der Dissident Fang Lizhi in einem von 110 anderen prominenten Intellektuellen unterzeichneten Brief die Freilassung von Wei Jingsheng. Nach der Niederschlagung der Proteste auf dem Tiananmen-Platz wurde Wei Jingsheng in ein Arbeitslager in Nanpu im Norden Chinas verlegt, wo sich seine Haftbedingungen erneut verschlechterten. Mit Hungerstreiks erzwang er jedoch leichte Verbesserungen, etwa Zugang zu Büchern und Medien. Wiederholt sandte er Briefe an Mitglieder der Partei- und Staatsführung, in denen er um eine Revision des Urteils bat. In anderen Briefen verurteilte er die Politik der Kommunistischen Partei, etwa 1991, als er die Menschenrechtspolitik der Volksrepublik China mit der des Dritten Reiches gleichsetzte, oder 1992, als er in einem Brief an Deng Xiaoping die Tibet-Politik der Kommunistischen Partei scharf angriff.
Im Jahr 1993 bewarb sich Peking um die Austragung der Olympischen Spiele 2000. In einer „Geste des guten Willens“ wurde Wei Jingsheng am 14. September etwa ein halbes Jahr vor dem Ablauf seiner 15-jährigen Haftstrafe freigelassen.
Trotz Warnungen von Seiten der Behörden nahm Wei Jingsheng sein Engagement um die Demokratisierung Chinas sofort wieder auf, indem er sich mit anderen Aktivisten und Vertretern westlicher Medien traf. Am 1. April 1994 wurde er deshalb erneut verhaftet und am 21. November 1995 zu 14 Jahren Haft für den Versuch, die Regierung zu stürzen, verurteilt. Als Verteidiger fungierte Zhang Sizhi. Erneut folgten weltweite Proteste, aber auch Ehrungen für Wei. So wurden ihm 1994 der Olof-Palme-Preis und 1996 der Sacharow-Preis des Europäischen Parlaments verliehen.
Am 16. November 1997 wird Wei Jingsheng freigelassen, nachdem sich Jiang Zemin und Bill Clinton bei historischen Gesprächen auf die Freilassung von Dissidenten verständigt hatten. Wei, wie etwa auch der Dissident Wang Dan, wird jedoch sofort in die USA abgeschoben.
In den USA setzte sich Wei weiterhin für eine Demokratisierung Chinas ein. Er gründete die Overseas Chinese Democracy Coalition (OCDC), die eine Dachorganisation für chinesische Demokratiebewegungen weltweit darstellt, sowie die Wei Jingsheng Foundation. Er wurde 1998 zusammen mit Wang Dan mit dem Menschenrechtspreis der Demokratie-Stiftung des US-Kongresses ausgezeichnet.